# Nemanice (České Budějovice)

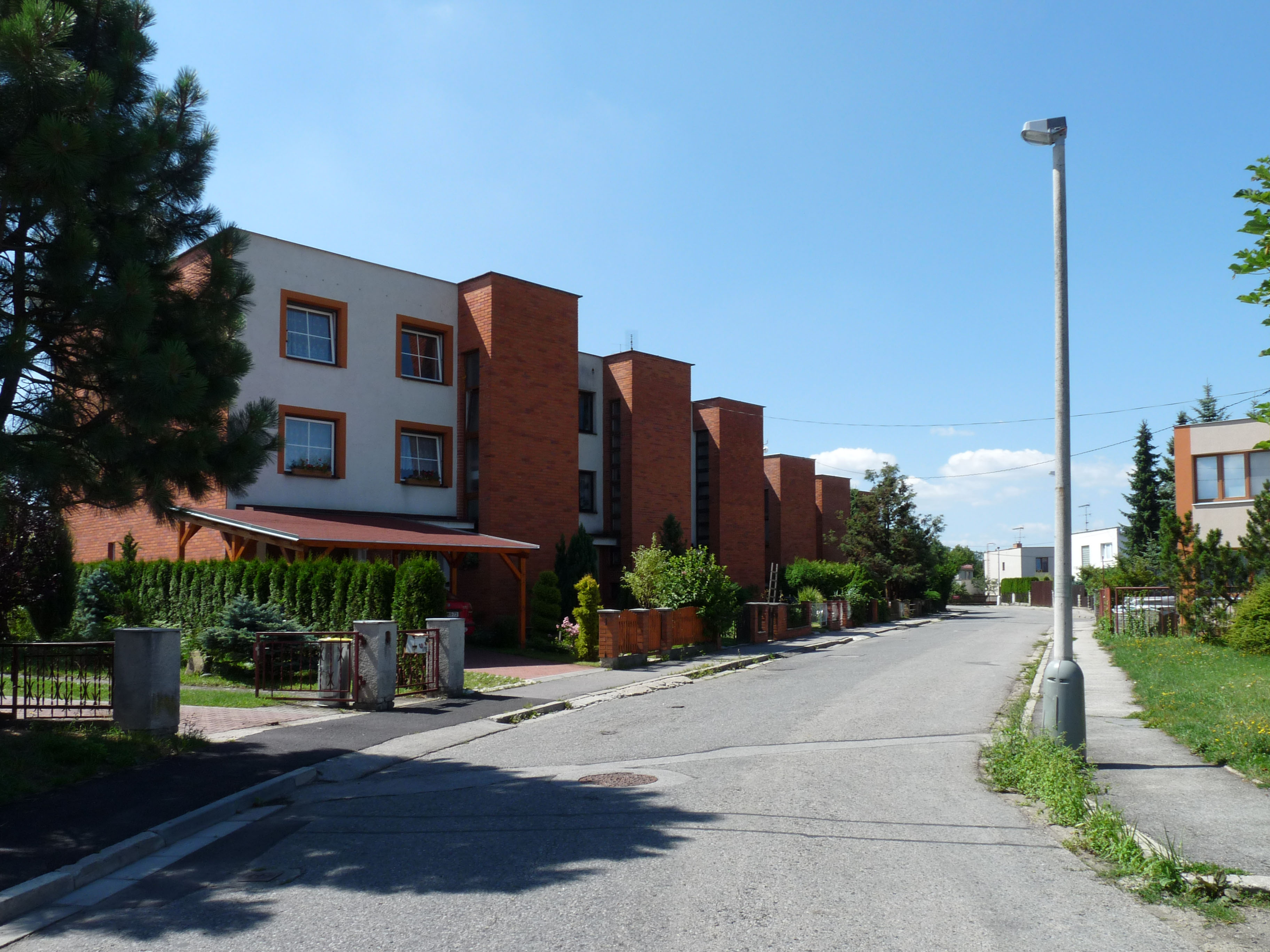
Řadová výstavba v Rybářské ulici.

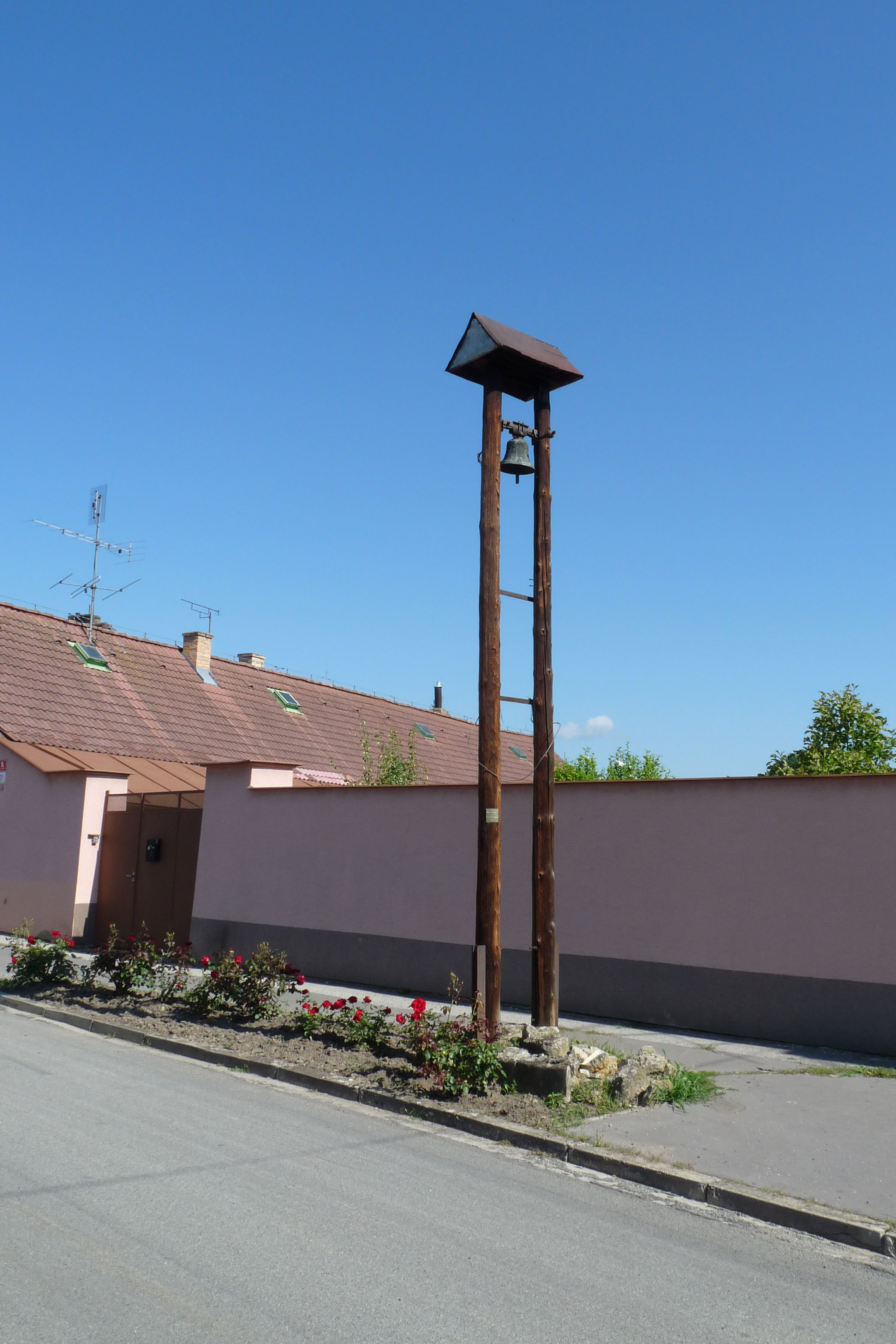
Dřevěná zvonička v Nemanicích.

Nemanice jsou někdejší jihočeskou vsí, dnes tvořící součást statutárního města České Budějovice coby základní sídelní jednotka v rámci části České Budějovice 3. Při sčítání lidu roku 2001 připadalo na Nemanice 481 domů a 2130 obyvatel. Při sčítání lidu roku 2011 měly Nemanice podle obvyklého pobytu 2454 obyvatel, při následujícím sčítání lidu roku 2021 měly Nemanice podle obvyklého pobytu 1933 obyvatel.

## Historie a současnost
Vznik osady Nemanice, vzdálené od centra Českých Budějovic asi 4 km severním směrem, je spojen se stavbou Nové Obory na panství Hluboká v roce 1706.
V těchto časech museli 4 chalupníci opustit ves Opatovice a přenechat dosavadní pozemky pro stavbu Nové Obory. Všichni z nich byli odškodněni Adamem Františkem Schwarzenbergem tak, že jim byly postaveny nové chalupy poblíž vesnice Úsilné. Dostali také nové pozemky.
Nejdříve se tyto 4 chalupy jmenovaly Nové Chalupy u Čertíkova Mlýnu nebo také Čertíkov. Tato jména se používala do konce 18. století. Jméno Nemanice měla osada od roku 1712. Osady s tímto jménem v minulosti často vznikaly po nuceném přesídlení.
Po zrušení poddanství náležely Nemanice od roku 1850 katastrálně k obci Hrdějovice. V té době tam bylo 8 domů a 84 lidí (údaj z roku 1855).
Od 17. května 1954 dodnes jsou Nemanice částí Českých Budějovic. Z jihozápadu na severovýchod k Borku vede Nemanicemi velmi rušná Pražská třída, kde stojí mj. místní pošta. Nemanice mají i základní školu na ulici K. Šatala, na jihovýchodě se nachází sportovní centrum s fotbalovým hřištěm a tenisovými kurty.

## Památky a zajímavosti
- Dřevěná sloupková zvonička v ulici K Rybníku
- Rybníky Čertík (Voselný) a Nemanický (Světlík)
- Hřbitov svaté Otýlie